# Artificial

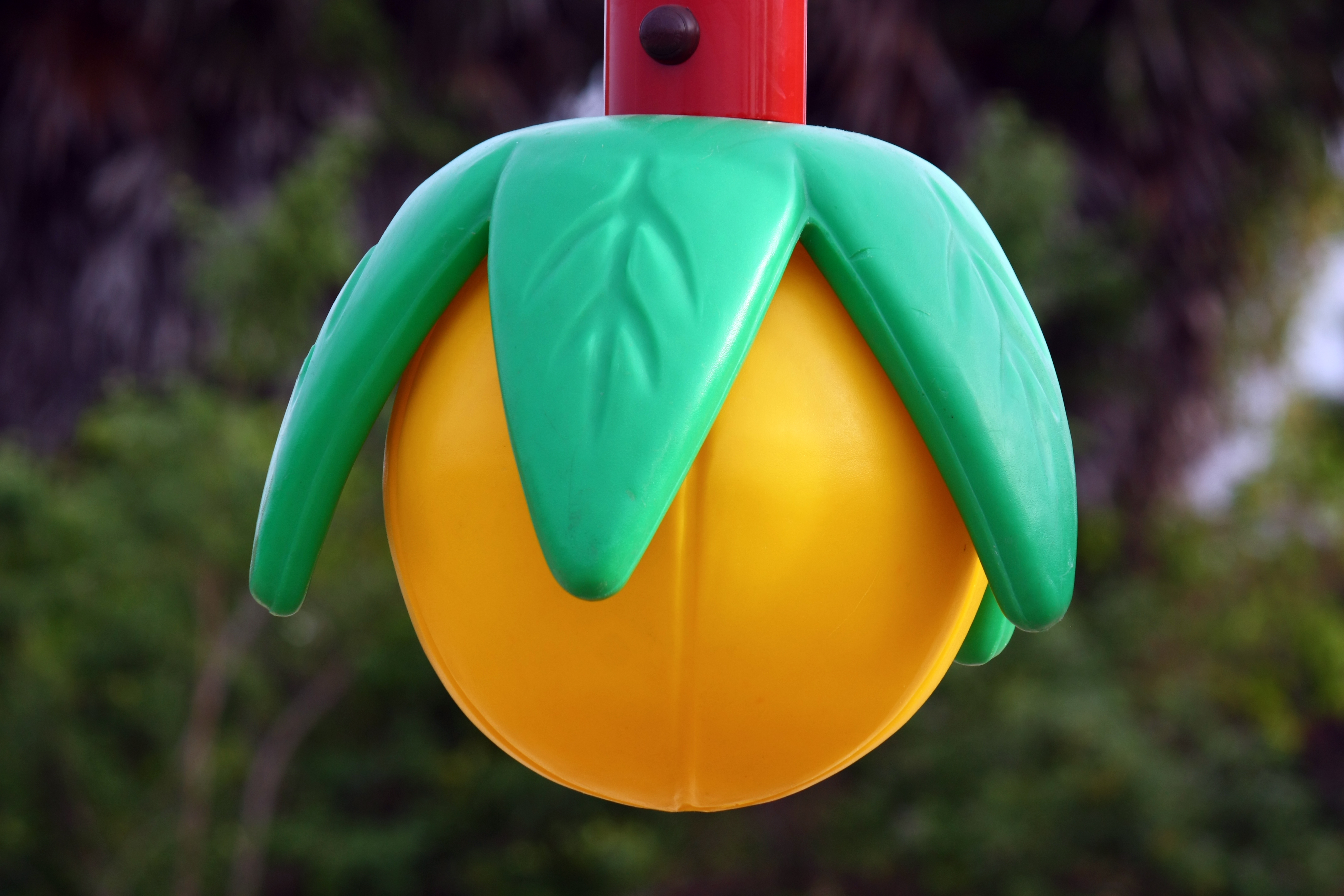
Fruto artificial

Artificial é algo produzido pela humanidade, sendo o oposto de natural que não envolve e nem necessita da intervenção humana.

## Acepção
Muitas vezes o termo "artificial" tem uma conotação negativa, por ser utilizado com frequência para se referir a algo falso. Por outro lado, também pode se referir as reproduções de funções que se originaram na natureza, para auxiliar diversos campos, por exemplo com a inteligência artificial.